# Gary Glick
Gary Gaylen Glick (Grant, 14 maggio 1930 – Fort Collins, 11 febbraio 2015) è stato un giocatore di football americano statunitense che ha giocato nel ruolo di safety nella National Football League (NFL) e nella American Football League (AFL). Fu la prima scelta assoluta del Draft NFL 1956 da parte dei Pittsburgh Steelers. Al college giocò a football all'Università statale del Colorado.

## Carriera professionistica
Glick fu scelto dai Pittsburgh Steelers come primo assoluto nel Draft NFL 1956, disputando con essi quasi quattro stagioni. Nel 1959 passò ai Washington Redskins, dove trascorse due annate, e poi ai Baltimore Colts. Dopo un anno di inattività tornò a giocare con i San Diego Chargers vincendo il campionato AFL del 1963, dopo il quale si ritirò definitivamente.

## Palmarès
- Campionati AFL : 1

San Diego Chargers: 1963

## Statistiche
| Partite totali | 71 |